# Mroczkowice (gromada)
Mroczkowice (od 1 I 1960 Krobica) – dawna gromada, czyli najmniejsza jednostka podziału terytorialnego Polskiej Rzeczypospolitej Ludowej w latach 1954–1972.
Gromady, z gromadzkimi radami narodowymi (GRN) jako organami władzy najniższego stopnia na wsi, funkcjonowały od reformy reorganizującej administrację wiejską przeprowadzonej jesienią 1954 do momentu ich zniesienia z dniem 1 stycznia 1973, tym samym wypierając organizację gminną w latach 1954–1972.
Gromadę Mroczkowice z siedzibą GRN w Mroczkowicach utworzono – jako jedną z 8759 gromad na obszarze Polski – w powiecie lwóweckim w woj. wrocławskim, na mocy uchwały nr 21/54 WRN we Wrocławiu z dnia 2 października 1954. W skład jednostki weszły obszary dotychczasowych gromad Mroczkowice, Skarbków i Kamień ze zniesionej gminy Rębiszów oraz Krobica i Orłowice ze zniesionej gminy Przecznica w tymże powiecie. Dla gromady ustalono 17 członków gromadzkiej rady narodowej.
31 grudnia 1959 z gromady Mroczkowice wyłączono wieś Skarbków, włączając ją do miasta Mirska w tymże powiecie.
1 stycznia 1960 do gromady Mroczkowice włączono wsie Gierczyn i Kotlina ze zniesionej gromady Gierczyn w tymże powiecie, po czym gromadę Mroczkowice zniesiono, przenosząc siedzibę GRN z Mroczkowic do Krobicy i zmieniając nazwę jednostki na gromada Krobica.